# Mahamadou Susoho
Mahamadou Susoho Sissoho (sinh ngày 20 tháng 1 năm 2005) là một cầu thủ bóng đá chuyên nghiệp người Tây Ban Nha hiện tại đang thi đấu ở vị trí tiền vệ phòng ngự cho câu lạc bộ Manchester City tại Giải bóng đá Ngoại hạng Anh. Anh đã từng đại diện cho Anh và Tây Ban Nha trên đấu trường quốc tế.

## Đầu đời
Sussoho sinh ra ở Tây Ban Nha với cha mẹ là người Gambia và chuyển đến Anh sinh sống vào năm 11 tuổi. Anh nói thông thạo tiếng Catalunya.

## Sự nghiệp thi đấu

### Manchester City
Anh gia nhập học viện Manchester City vào năm 2017 từ RCD Espanyol, và ký hợp đồng chuyên nghiệp đầu tiên với đội bóng vào tháng 7 năm 2022.
Anh được đôn lên đội U-21 Man City trong mùa giải 2023-24, thi đấu tại EFL Trophy vào nửa cuối năm 2023.
Anh được có tên trong đội hình đội 1 của Man City cho trận gặp Red Star Belgrade tại UEFA Champions League  vào ngày 14 tháng 12 năm 2023, vào sân ở phút 76 của hiệp 2 để thay cho đàn anh Mateo Kovačić. Anh cùng với 5 cầu thủ trẻ khác của Manchester City có tên trong danh sách tham dự Giải vô địch bóng đá thế giới các câu lạc bộ 2023 tại Ả Rập Xê Út.

## Sự nghiệp quốc tế
Từng chơi cho U-16 Anh, Susoho là cầu thủ trẻ thi đấu cho Tây Ban Nha trên đấu trướng quốc tế, từng chơi cho đội U-17 và U-18.

## Phong cách chơi bóng
Anh hiện tại đang thi đấu ở vị trí tiền vệ phòng ngự.

## Danh hiệu
Manchester City
- FIFA Club World Cup: 2023[10]